# Patriotes unis
Les Patriotes unis (en bulgare : Обединени патриоти, OP) est une ancienne alliance électorale bulgare de droite, nationaliste et conservatrice, fondée le 28 juillet 2016 dans la perspective de l'élection présidentielle de 2016. Elle regroupe le Front national pour le salut de la Bulgarie, le VMRO - Mouvement national bulgare et jusqu'au 25 juillet 2019 l'Union nationale Attaque.
La coalition a présenté une candidature commune pour l'élection présidentielle de 2016. Les candidats de la coalition à la présidence et à la vice-présidence étaient alors les vice-présidents de l'Assemblée nationale, Krassimir Karakatchanov (pour le poste de président) et Yavor Notev (en) (pour le poste de vice-président).
Les Patriotes unis intègrent le gouvernement de Boïko Borissov en 2017, Valeri Simeonov devenant vice-Premier ministre. Il est par la suite également placé à la tête du Conseil chargé de l’intégration des minorités nationales, une nomination controversée en raison de ses déclarations racistes à l'égard des Rroms et de sa participation à des attaques physiques contre des musulmans bulgares.

## Résultats électoraux

### Élections parlementaires
| Année | Votes   | %    | Rang | Députés  | Gouvernement |
| ----- | ------- | ---- | ---- | -------- | ------------ |
| 2017  | 318 513 | 9,07 | 3e   | 27 / 240 | Borissov III |

### Élections présidentielles
| Année | Candidat                | 1er tour | 1er tour | 1er tour | 2d tour | 2d tour | 2d tour |
| Année | Candidat                | Voix     | %        | Rang     | Voix    | %       | Rang    |
| ----- | ----------------------- | -------- | -------- | -------- | ------- | ------- | ------- |
| 2016  | Krassimir Karakatchanov | 573 016  | 14,97    | 3e       |         |         |         |